# 비례위험모형
비례위험모형은 생존분석에서 쓰이는 통계 모형이다. 준모수적 방법을 이용하여 생존함수를 추정한다. 1972년 통계학자 데이비드 콕스에 의해 처음 개발되었다. 모형의 이름인 비례위험은 시간에 상관없이 어떤 변수의 위험비(hazard ratio, HR)는 항상 일정하다는 모형의 기본가정에서 비롯되었다.

## 콕스 모델
콕스 모델의 경우 비례위험의 가정과 함께 생존함수와 변수 사이에 로그-선형관계가 있다는 가정을 한 후, 회귀분석 방법을 이용하여 중도 절단된 자료를 처리한다.
Xi = Xi1, … Xip}를 항목 {\displaystyle i} 에 대한 변수라고 하였을 때, 생존함수 {\displaystyle \lambda (t)}는
{\displaystyle \lambda (t|X_{i})=\lambda _{0}(t)\exp(\beta _{1}X_{i1}+\cdots +\beta _{p}X_{ip})=\lambda _{0}(t)\exp(X_{i}\cdot \beta ).}
와 같이 시간 {\displaystyle t}와 변수 {\displaystyle X_{i}}로 표현할 수 있다.

## 같이 보기
- 생존 분석
- 카플란-마이어 생존분석
- 로그순위법
- 생명표